# دراهوتیشیتسه
دراهوتیشیتسه (به چکی: Drahotěšice) یک منطقهٔ مسکونی در جمهوری چک است که در شهرستان چسکه بودیوویتسه واقع شده‌است. دراهوتیشیتسه ۷٫۱۴ کیلومتر مربع مساحت و ۲۴۶ نفر جمعیت دارد و ۵۲۱ متر بالاتر از سطح دریا واقع شده‌است.